# 費利克斯·克羅斯
費利克斯·克羅斯（德語：Felix Kroos；1991年3月12日—）是一位德國退役足球運動員。在場上的位置是中場。現擔任柏林联盟足球俱乐部U19助理教練。

## 職業生涯

### 早期生涯
克罗斯自1997年起，在格赖夫斯瓦尔德體育俱樂部开始他的职业生涯。他于2002年转会到汉莎罗斯托克足球俱乐部。他的职业首秀是在2009年1月28日。他在对阵沃尔夫斯堡的德國盃比赛中，於第69分钟时以替补的身份上场。
在羅斯托克確定降級的两天前，他即宣布將離開球隊。

### 云达不来梅
2010年6月15日，他与雲達不萊梅签订了三年的合同。2010年11月24日，他在欧洲冠军联赛中客场对阵托特纳姆热刺的比賽中，首次代表一队出赛。
2013年11月9日，他在客场对阵沙尔克04的比赛中射入了他在德甲联赛的第一枚进球，但比赛仍然以3-1告负。

### 柏林联盟
2016年1月28日，克罗斯被租借到德乙球隊柏林联盟。后来在同年6月，他完全转会至柏林联盟。據報，轉會費為50萬歐元附加20%的二次轉會分成。

## 榮譽

### 俱樂部
柏林聯盟
- 德甲升級附加賽冠軍：2018-19賽季

### 個人
- 弗里茨·瓦尔特大奖銅獎：2009（U18組）

## 個人生活
克羅斯的胞兄，托尼·克羅斯是一位知名職業足球員，現在效力於西甲豪門皇家馬德里。